# Xanthiosite
La xanthiosite est un minéral arséniate de nickel découvert en 1858. Il est possible d'en trouver en Allemagne et en Grèce. On ignore la toxicité de ce minéral, cependant, il n'est pas radioactif.